# Маруся Сава
Мару́ся Са́ва (настоящее имя — Мария Ивановна Савицкая; 29 октября (11 ноября) 1910, Владивосток — 9 сентября 2004, Сиэтл) — известная в 1930—1960-е годы в США певица (контральто), исполнительница русских народных песен и цыганских романсов.

## Биография
Мария Ивановна Савицкая (сценический псевдоним Маруся Сава) родилась 29 октября (11 ноября) 1910 во Владивостоке. Отец Маруси, Иван Кузьмич Савицкий, был предпринимателем, подолгу отсутствовал дома; мать, Пелагея Григорьевна Дайлидова, была светская дама, занималась домашним хозяйством и воспитанием детей. В семье было четверо детей: старшей была Маруся, через пять лет после неё родился брат Николай, потом сестра Женя и брат Василий. У Савицких был дом на Седанке — загородном дачном месте (17-я верста), где круглый год жили состоятельные семьи. Савицкие жили в достатке. У них был свой выезд и прислуга.
С детства у Маруси был прекрасный голос. С девяти до одиннадцати лет Маруся пела в хоре Успенского собора Владивостока.
Из-за строгого воспитания в 15 лет Маруся сбежала из дому и устроилась работать медицинской сестрой. Вскоре она познакомилась с Петром Валентиновичем Шеболдаевым, самым известным в городе врачом-гинекологом. Он взял её к себе на работу, а потом предложил стать его женой. Мужу Маруси был 61 год. В 1928 году супруги смогли покинуть город, находившийся под властью большевиков и эмигрировали в Шанхай. Из Шанхая они должны были перебраться в Париж, куда Петр Валентинович был приглашен читать лекции в Парижской медицинской академии, но он внезапно заболел и умер. Молодая вдова осталась одна без средств к существованию. Маруся Сава прожила в Шанхае нелегкие девять месяцев, где ходила на курсы изучения английской машинописи и пыталась заработать на жизнь музыкой и пением. Ей удалось попасть в хор Агреневой-Славянской, набиравшей певиц для поездки в Америку (Маргарита Дмитриевна Агренева-Славянская в Китае была известна как музыкант и хормейстер).
В декабре 1928 года Маруся  с хором прибыла в Сан-Франциско. Сначала хор выступал здесь и в других городах тихоокеанского побережья, в том числе в Сиэтле, потом — на автобусе через всю Америку — отправился в Вашингтон (было выступление в Библиотеке Конгресса) и Нью-Йорк. Все концерты хора Агреневой-Славянской проходили с неизменным успехом. Однако хористам платили очень мало, из-за деспотичности руководительницы многие покидали хор. Не была исключением и Маруся, нашедшая новую работу певицы в русском ночном клубе «Петрушка» в Чикаго. Тогда же родился её артистический псевдоним — Маруся Сава. Так, с чикагского ночного клуба «Петрушка» в 1930 году началась многолетняя, неизменно успешная карьера Маруси Савы. Но в «Петрушке» Марусе не довелось проработать долго — в декабре 1930 года ночной клуб закрылся, просуществовав четыре года. Через несколько месяцев полковник Владимир Ященко, который был управляющим в «Петрушке», открыл в Чикаго свой собственный ресторан «Мезонет рюс» и пригласил Марусю там выступать, где она проработала два сезона (1931—1933 годы). Маруся продолжала совершенствовать своё мастерство и в течение всего сезона 1931—1932 годов посещала хоровой класс в чикагской Сивик-опере. Она уже была известна местной публике, некоторые её выступления передавались и по радио. Аккомпанировал ей молодой (ему тогда было 20 лет) красивый американец Чарлз Луис Лафлин. В 1932 году, незадолго до ухода из «Мезонет рюс», Маруся и Чарлз поженились. С открытием осеннего сезона 1933 года Марусю пригласили выступать в ресторан «Москоу клаб», который полностью назывался «A Bit of Moscow» (то есть «Уголок Москвы»). Юная Маруся Сава стала здесь признанной звездой. В артистической программе заведения она пела, танцевала, исполняла скетчи. С начала 1934 года Маруся Сава входила в труппу чикагской Сивик-оперы. В том же 1934 году Маруся вместе с Чарлзом пела в Чикагском водевильном театре на Стейт-стрит. Осенью 1934 года Маруся Сава покидает Чикаго и вместе с мужем переезжает в Нью-Йорк, который пришёлся ей по душе. В этом мегаполисе певица прожила больше пятидесяти лет. Здесь она добилась самого большого успеха в своей карьере.
Осенью 1934-го Маруся Сава перебралась жить в Вашингтон. Менее двух месяцев она проработала в ресторане «Казино рюс», а затем её пригласили выступать в знаменитом вашингтонском ресторане «Тройка», который посещали высокопоставленные дипломаты, как американцы, так и иностранцы, члены американского Конгресса. Так, Маруся перебралась в Вашингтон. Послушать певицу приходили иностранные послы, сотрудники американского посольства в Москве (дипломатические отношения между двумя странами были установлены лишь год назад). В один из вечеров Марусю представили Джозефу Дэвису и его жене-миллионерше Марджори Мериветер Пост, которые готовились к поездке в Москву (в 1937—1938 годах Дж. Дэвис был послом США в Москве). «Тройку» посещал и даже приглашал Марусю на танец Холл, брат Элеоноры Рузвельт, первой леди Америки. Каждый вечер один банкир приходил к дверям квартиры Маруси, оставлял орхидею и приглашение на ужин после окончания программы. И когда Маруся заканчивала своё выступление, она со своими партнерами шла к его столу. Кроме того, приходили иностранные туристы. В «Тройке» был организован небольшой хор, или ансамбль, в котором Маруся играла «первую скрипку».
Через четыре месяца после рождения первенца, сына Евгения (дочь Муся родится в 1944 году), в октябре 1935 году Маруся с Чарльзом совершила небольшое турне по городам штата Вашингтон — Чехалис, Абердин, Якима, Сентралия . Во время турне Маруся и её муж показывали зрителям программу, состоявшую исключительно из классических произведений русских композиторов (Скрябин, Чайковский, Мясковский, Мусоргский, Балакирев), а также русских народных песен и цыганских романсов — в исполнении Маруси (особой популярностью пользовалась бессмертная «Калинка»). Помимо этого Маруся пела на концертах арию Лизы из оперы Чайковского «Пиковая дама». Местные газеты в отзывах о концертах особо подчеркивали, что певица имеет диапазон голоса в три октавы и выступает в костюмах, сшитых по её эскизам. Марусино пение всегда отличала прекрасная дикция, что отмечалось всеми без исключения музыкальными критиками русского Нью-Йорка. В репертуар певицы входило больше сотни романсов и народных песен. Маруся Сава была в Америке одной из первых исполнительниц, включивших в свой репертуар советские песни.
В 1935 году Марусе (она продолжала выступать в «Тройке») посчастливилось два раза участвовать в концертах в честь президента США Франклина Рузвельта. Примерно в это же время Маруся сдала письменный экзамен, необходимый для получения американского гражданства.
К началу осеннего сезона 1937 года Марусю из «Тройки» перетянули в «Корчму», небольшой ресторан с программой в Нью-Йорке, в котором она провела сезоны 1937—1938 и 1938—1939 годов. Помимо этого Маруся Сава появляется и на различных благотворительных балах и концертах.
Весной 1939 года Марусю, уже ставшую примадонной, приглашают в самый престижный русский ночной клуб Америки «Казино рюс» (Casino Russe - Русская чайная) в Нью-Йорке, где она проработала дольше всего в своей артистической карьере — с небольшими перерывами (на выступления в «Корчме») она провела здесь восемь сезонов. С самого начала выступлений в «Казино рюс» Маруся Сава покорила слушающих своим волшебным пением. Успех неизменно сопутствовал певице, талантливой, да вдобавок писаной красавице: чистый, как бы хрустальный голос её сочетался с длинными, почти до колен каштановыми косами, темно-синими, цвета сапфира, глазами, красивыми, алебастровой кожи, оголенными плечами. Когда певица, исполняя цыганские пляски, ударяла в тамбурин, зал неистовствовал от восторга. А публика в «Казино рюс» была самая изысканная. Именно там Маруся Сава познакомилась с известными певицами Русского Зарубежья — Сарой Горби (она впервые приехала в Америку в декабре 1935-го, потом — весной 1936-го, после чего её гастроли за океаном стали регулярными), Изой Кремер (специально пришедшей послушать Марусю после своего выступления в Карнеги-холле), Лидой Гулеско, приезжавшей из Парижа. Здесь Марусю Саву перед отъездом в Европу слушал «великий маленький человек» Чарли Чаплин. Приходила в ресторан Ингрид Бергман. В один из вечеров сидела в ложе Марлен Дитрих. Много знаменитостей приходило послушать Марусю — всех не перечесть.
В апреле 1941 года у Маруси Савы вышла её первая пластинка.
В июне 1944 года фирма "Сева рекорд в серии «Colour Edge Trade Mark» выпустила альбом «Русские песни в исполнении Маруси Савы» («Russian Songs by Marusia Sava», Seva Album № 15).
В 1949 году компания «Мюзет» («Musette Publishers Inc» / "New York. Steinway Hall) выпустила четыре пластинки Маруси Савы, объединенные в один альбом «Marusia Sava. Contralto. An Album of Gypsy Songs» («Маруся Сава. Контральто. Альбом цыганских песен»).
Все вещи были записаны в сопровождении оркестра (5 человек), под управлением мужа Маруси, Чарлза Лафлина.
Визитной карточкой Маруси долгое время был романс «Черная шаль». Петь она его начала в 1939 году. Сама считала эту вещь лучшей в своем репертуаре. С последними аккордами музыки Маруся, как это только она умела, двигала плечами и опускалась на сцену.
Из «Казино рюс», где она провела последние 5 лет, Маруся Сава перешла в популярный русский ресторан-кабаре «Русская сказка», где ей пришлось иметь дело с выступлениями на радио, а затем уехала в монреальский «Самовар». Кроме того, выступала в ресторанах «Балалайка» (в здании бывшего «Казино рюс»), «Старая Румыния», нью-йоркском «Голден Фиддл», кафе «Литтл Джипси» и др. Продолжались и весьма частые выступления Маруси Савы в разнообразных благотворительных вечерах.
В 50-60-е годы Маруся Сава все больше и больше времени проводит в Канаде: частыми становятся ангажементы в русских ресторанах, неоднократно выступала артистка на радиостанции СВС (Торонто).
25 октября 1957 года Маруся Сава выступила в одном из лучших нью-йоркских залов, «Барбизон Плаза» — состоялся её сольный концерт.
Маруся выступала приблизительно до 1976 года, в основном по приглашениям из богатых домов на различные торжественные церемонии (дни рождения и тому подобное). Одновременно она работала в качестве секретаря в салоне красоты. В 1976 году певица в третий раз вышла замуж и по настоянию супруга оставила и работу и выступления. Третий брак Маруси Савы продлился чуть больше десяти лет.
До 1992 года Маруся Сава жила в Нью-Йорке. Овдовев, Маруся поддалась на уговоры сына перебраться поближе к его семье и внукам, в Сиэтл. Маруся Сава поселилась в Мерсер-Айленде, зажиточном пригороде Сиэтла, в скромной квартирке на третьем этаже дома.
Мария Ивановна Савицкая скончалась 9 сентября 2004 года.

## Репертуар Маруси Савы
(в списке авторов первым указан композитор,
затем — автор слов)

| - Ай да конавэла (Цыганская песня) - Ака дьяка (Цыганская песня) - Аргентина (если «Аргентина, не забуду тебя…» — Ф. Гордон) - Астры осенние (Н. Харито — С. Грей) - Бараночки (О. Строк) - Баюшки-баю (Толстая) - Бидо мое, ромэ (Цыганская песня) - Благодарю тебя (Д. Николаев — Е. В. Минеева) - Бродяга (русская народная песня, слова И. Кондратьева) - Бубенцы (В. Бакалейников — А. Кусиков) - Бублички (С. Богомазов, Г. Красавин — Я. П. Ядов) - Буран (старинная цыганская песня) - Быть может, я жестоко ошибусь (Б. Фомин) - Валенки (старинная цыганская песня) - Ванечка, приходи (русская народная песня) - Везде и всегда за тобою (Н. Дервиз — А. Гоппель) - Вернись, я все прощу (Б. Прозоровский — Вл. Ленский) - Вечера забытые (Б. Фомин — К. Подревский) - Винтовка (Вольная — Б. Фомин — Ольга Фомина) - Все смутилось (В. Фомин) - Все хорошо, что хорошо кончается - Все, что было (Ю. Давыдов — П. Герман) - Гори, гори, любовь цыганки (И. Димитриевич) - Дни за днями катятся (С. Покрасс — П. Герман) - Довольно! (Ленцов — О. Осенин) - Душа, что море (Р. Веселовзоров) - Ехали цыгане (старинная цыганская песня) - Жалобно стонет ветер осенний (Д. Михайлов — М. Пугачев) - Желтеет древесная зелень - За гитарный перебор (Ю. Хайт — П. Григорьев) - Забыты нежные лобзанья (А. Ленин) - Забудем встречи (С. Танкаян) - Замело тебя снегом, Россия (слова Ф. Чернова) - Записка (Н. Бродский — П. Герман) - Зачем вы здесь? - Звезды на небе (Снился мне сад) (В. Борисов — Е. Дитерихс) - И тихо и ясно (Е. Греве-Соболевская — Медведецкий) - Иноходец (цыганская песня) - Калинка (Иван Петрович Ларионов) - Калитка (А. Обухов — Алексей Ник. Будинцев) - Катюша (М. Блантер — М. Исаковский) - Кирпичики (Б. Прозоровский — П. Герман) - Когда б я знал (Иванов — И. Козлов) - Когда идешь ты на свидание (муз. А. Новикова) - Колыбельная (Неаполитанская) - Кольца (Б. Прозоровский — Н. Г. Бектабеков) - Кошмары (Он целовал её) (Е. А. Гартунг — Б. А. Борин) - Красный сарафан (А. Варламов — Н. Цыганов) - Кружевница и кузнец (З. Компанейц) - Мираж (Котляревский) - Мишка, Мишка, где твоя улыбка (В. Нечаев — Ю. Титов) - Мой костер в тумане светит (Л. Дризо — Я. Полонский) - Молчите же, струны, молчите (Д. Ашкенази) - Мчитесь, кони, по морозу (М. Нейд) - Мы были молоды с тобой (А. Варламов) - Мы вышли в сад (гр. М. Л. Толстой — гр. А. В. Толстая) - Мы оба лжем (Б. Прозоровский) - Мы с тобой цыгане (Я. Фельдман — К. Подревский) - Над полями, да над чистыми (Чернявский) - На рыбалке, у реки (И. Дунаевский — В. Волженин) - Не брани меня, родная (А. Дюбюк — А. Разоренов) - Непонятно и туманно (М. Нейд) - Не упрекай - Ничего я не хочу (Г. Ганс) - Ночь светла (М. Шишкин — М. Языков) - Ну брось (Д. Покрасс) - Нянина колыбельная (К. Негин) - О, эти черные глаза (О. Строк — А. Перфильев) | - Оглянись (Б. Фомин — Б. Тимофеев) - Огоньки далекие (Б. Фомин — О. Осенин) - Осколки (Б. Фомин) - Отцвели хризантемы (Ник. Харито — В. Шумский) - Ох ты, сердце, сердце девичье (И. Дунаевский — В. Волженин) - Побудь со мной (Н. Зубов — М. Пойгин) - Под дугой колокольчик звенит (М. Николаевский - В. Гарлицкий) - Подмосковные вечера (В. Соловьев-Седой — М. Матусовский) - Пожалей! (Н. Р. Бакалейников) - Пожми мне руку на прощанье (Я. Фельдман) - Пой, цыган, плачь, цыган (Б. Фомин — Б. Тимофеев) - Прощай, мой табор (Б. Прозоровский — В. Маковский) - Прощай, мой мальчик - Прощай, я ухожу (В. Шпачек) - Пряха (муз. С. Монюшко) - Разве можно забыть (Чернявский) - Расставаясь, она говорила (П. Булахов — М. Дальская) - Романс Пушковых (муз. С. Туликова) - Роща шумит, спать не дает (Цыганская таборная песня) - Садо (цыганская песня) - Сашенька (Шишкина) - Сердце (И. Дунаевский — В. Лебедев-Кумач) - Снежинка (И. Мираева (?) или Б. Прозоровский — О. Осенин) - Снился мне сад (В. Борисов — Е. Дитерихс) - Соловьи (В. Соловьев-Седой — А. Фатьянов) - Спи, мой сынок (слова К. Р.) - Спой мне песню цыганскую (В. Фомин) - Спокойно и просто (Б. Прозоровский — А. Пеньковский) - Среди лесов и поля (С. Алякринский) - Стаканчики (Б. Прозоровский — Г. Гридов) - Старики - Строки (Ю. Хайт — К. Подревский) - Таборная (старинная цыганская песня) - Там бубна звон (С. Покрасс — О. Осенин) - Тачанка (К. Листов — М. Рудерман) - Твои глаза зеленые (Б. Фомин — К. Подревский) - Темная ночь (Н. Богословский — В. Агатов) - Тебя любить, обнять и плакать над тобой (Н. Ширяев — А. Фет) - Тени минувшего (Ник. Харито — Ал. Френкель) - Тихо, все тихо (Ночь наступает) (Толстая) - Тишина (Э. Колмановский — В. Орлов) - Тройка серых лошадей (муз. обработка М. Нейда) - Травушка-муравушка (Б. Фомин) - Ты не пой, соловей (А. Варламов — А. Кольцов) - Ты успокой меня (А. Вертинский (?), Татариневич (?)) - Ты постой, ты постой… (А. Варламов - Д. Глебов) - У счастья нет вчера (Б. Прегель) - Уйди, совсем уйди (Л. Дризо — Верещагин) - Ушки на макушке (муз. В. Кручинина) - Фонари, фонарики мои (И. Татаринов) - Чем ты, молодец, хорош? - Чёрная шаль (Н. Сизов) - Что будет завтра — все равно (Л. Дризо) - Что было прежде до меня (Ю. Хайт) - Что мне горе (С. Покрасс — П. Герман) - Чудо-песенка (Л. Лядова — Л. Давидович, В. Драгунский) - Цука (И. Чернявский) - Цыганка Маша - Эй, ямщик, гони-ка к «Яру» - Эй, друг-гитара (Б. Фомин — Б. Тимофеев) - Эх, потеряли волю (В. Фомин) - Эх, родные, спойте песню мне (В. Фомин) - Я забуду тебя очень скоро (С. Покрасс — П. Герман) - Ямщик (С. Танкаян — С. Есенин) - Я старше Вас (Б. Прозоровский — Б. Тимофеев) - Я так любила Вас (К. Давыдов) - Я цыганка чёрная |